# Азария I Джугаеци
Азария I Джугаеци (арм. Ազարիա Ա Ջուղայեցի; 1534—1601), также Азария Шахкертци — армянский церковно-общественный деятель, католикос Киликийской епархии ААЦ (1584—1586 и 1592—1601), грамматик.

## Жизнь и творчество
Родился в 1534 году в селении Шахкерт, недалеко от Джульфы (арм. Джуга), отца звали Погос. Был учеником Нерсеса Амкеци, обучался и работал в Ернджаке, Алеппо, Сисе. Открыл в Алеппо церковную школу и преподавал там, среди его учеников в дальнейшем известность получили вардапеты Ованес Айнтапци, Акоп Зейтунци, Месроп Татеваци, Мкртич Харбердци. В 1581 году был назначен Киликийским католикосом Хачатур Еражиштом своим сопрестольником и преемником. В 1582—83 годах вместе с последним встречался с представителем Папы римского Григория XIII в Киликии епископом Леонардо Абелем и проводил переговоры по поводу догматических уступок со стороны Армянской церкви в обмен на помощь из Европы. С 1584 года — католикос Киликийской епархии. В 1585 году окончательно принимает католическое вероучение, в связи с чем был свергнут в 1586 году. Переехал в Константинополь и в 1591 занял пост патриарха Константинопольского, сместив Ованеса Улнеци. В 1592 году возвращается в Сис и снова занимает престол Киликийского католикосата до своей смерти в 1601 году.

Написал труд «Истолкование грамматики» (арм. «Մեկնութիւն քերականութեան»). Сохранилась и его переписка с Григорием XIII, в которой Азария выражает готовность вступить вместе с верными ему епископами в ряды Римско-католической церкви, если Григорий в свою очередь окажет военно-политическую помощь армянам Османской империи. Сравнивая Армению с неогороженным садом, Азария призывает Ватикан воздвигнуть стены вокруг неё и защитить армянских овечек от мусульманских волков. Значительно способствовал развитию армянского книгопечатания, добился приготовления в Риме литер армянских букв. Одним из основных условий для принятия армянами католичества ставил издание в Европе книг на армянском языке, в особенности Библии. Иногда его отождествляют с одноимённым поэтом.